# Abraham Erskine
Abraham Erskine es un personaje ficticio  que aparece en los cómics estadounidenses publicados por Marvel Comics. El fue un científico durante la Segunda Guerra Mundial, al convertir a Steve Rogers en el supersoldado Capitán América.
El personaje aparece en el Universo cinematográfico de Marvel en Capitán América: el primer vengador (2011) y en la serie animada de Disney+, What If... (2021), interpretado por Stanley Tucci.

## Historial de publicación
El personaje, creado por Joe Simon y Jack Kirby, apareció por primera vez en Captain America Comics # 1 (marzo de 1941) como el profesor Reinstein. El nombre fue revisado después de que Marvel reanudó el uso de Capitán América. Un recuento de 1965 del origen del Capitán América identificó al personaje como el Dr. Erskine. Roy Thomas agregó que "Josef Reinstein" fue un alias en una historia de 1975 ambientada durante la Segunda Guerra Mundial. El nombre completo de Abraham Erskine no se aplicaría al personaje hasta años después.

## Biografía
En el contexto de las historias, Abraham Erskine es un bioquímico y físico alemán que había pasado gran parte de sus primeros años estudiando la especie humana. Durante este tiempo, desarrolla un programa de dieta y ejercicios junto con un suero y "rayos vita" que transformarían a una persona común en un "súper soldado". Horrorizado cuando ve a Adolf Hitler y Barón Zemo probar un "rayo de la muerte" en un sujeto humano, contacta a los Estados Unidos para desertar de la Alemania nazi. Después de que el Ejército de los Estados Unidos lo saque de Alemania y simule su muerte, él toma el alias "Josef Reinstein".
Él recrea el Súper Soldado para el Proyecto: Renacimiento para el Ejército de los Estados Unidos. Él supervisa y administra el tratamiento a Steve Rogers ante varios oficiales del Ejército de los EE. UU. y funcionarios del gobierno. Momentos después de la transformación de Rogers, Erskine es asesinado por Heinz Kruger.
Él es el abuelo de Michael Van Patrick.

## En otros medios

### Televisión
- El personaje de Abraham Erskine fue adaptado para apariciones en dos series animadas de televisión, The Marvel Super Heroes y The Avengers: Earth's Mightiest Heroes.
- Stanley Tucci repitió su papel de Abraham Erskine en la serie animada de Disney+, What If... (2021).[9]

### Película
- La Dra. Maria Vaselli, interpretada por Carla Cassoli, es una científica italiana que tuvo un papel similar al del Dr. Erskine en la película de 1990, Capitán América.
- El personaje también fue adaptado para la película Capitán América: el primer vengador ambientada en el Marvel Cinematic Universe, donde fue interpretado por el actor Stanley Tucci.[10] Mientras aún es un desertor alemán, la película agrega el giro adicional que, antes de desertar, se vio obligado a probar el suero en Alemania sobre el hombre que se convertiría en Red Skull. Luego del exitoso experimento con Rogers, es asesinado por Heinz Kruger.